# 2012 UK177
2012 UK177, também escrito como 2012 UK177, é um objeto transnetuniano que está localizado no disco disperso, uma região do Sistema Solar. O mesmo possui uma magnitude absoluta de 8,7 e tem um diâmetro com cerca de 80 km.

## Descoberta
2012 UJ177 foi descoberto no dia 20 de outubro de 2001 pelo astrônomo M. Alexandersen.

## Órbita
A órbita de 2012 UJ177 tem uma excentricidade de 0,617 e possui um semieixo maior de 92,136 UA. O seu periélio leva o mesmo a uma distância de 35,317 UA em relação ao Sol e seu afélio a 149 UA.